# The Lookout
The Lookout är en amerikansk film från 2007 i regi av Scott Frank med Joseph Gordon-Levitt, Jeff Daniels, Matthew Goode och Isla Fisher i huvudrollerna.

## Handling
Filmen kretsar kring Chris, en duktig idrottsman, som efter att varit inblandad i en olycka bestämmer sig för att ta jobbet som en städare på en bank, där han råka höra om ett bankrånsplan.

## Rollista (urval)
- Joseph Gordon-Levitt - Chris Pratt
- Jeff Daniels - Lewis
- Matthew Goode- Gary Spargo
- Isla Fisher - Luvlee
- Carla Gugino - Janet
- Bruce McGill - Robert Pratt
- Alberta Watson - Barbara Pratt
- Alex Borstein - Fru Lange

## Premiär
Premiären av filmen skeddes först på Austin SXSW Film Fest i USA den 9 mars, 2007 och senare i hela USA den 30 mars, 2007. I Sverige hade filmen premiär i Malmö augusti 2007 och senare i hela Sverige den 7 september, 2007.